# Grupo de Iniciativa de Bakú
Grupo de Iniciativa de Bakú o GIB para abreviar: es una organización creada para luchar contra el colonialismo. El director ejecutivo del grupo es Abbas Abbasov. 

## Historia
La decisión de crear el Grupo de Iniciativa de Bakú se tomó el 6 de julio de 2023, durante el marco de la Reunión Ministerial de la Oficina de Coordinación del Movimiento de Países No Alineados . Durante el evento hablaron representantes de Martinica, Guyana, Nueva Caledonia, Polinesia Francesa, Wallis y Futuna y las Islas Salomón .  La oficina de la organización se inauguró el 21 de octubre de 2023 en Winter Park Plaza en Bakú . 

## Actividad
El objetivo del GIB es apoyar la lucha por la autodeterminación de los pueblos que continúan bajo dominio colonial en diversas regiones del mundo. El 22 de septiembre de 2023, el grupo celebró una conferencia en la ONU sobre "Descolonización: la revolución silenciosa". El 20 de octubre de 2023, a iniciativa del grupo, se celebró la conferencia internacional titulada 'Neocolonialismo: violaciones de los derechos humanos e injusticia', con la participación de representantes de 14 países, territorios de ultramar de Francia, así como de Córcega . El 21 de noviembre de 2023, el Grupo de Iniciativa de Bakú organizó la conferencia titulada 'Descolonización: empoderamiento y desarrollo de las mujeres. 
El 20 de junio de 2024, a iniciativa del grupo, se celebró en la sede de la ONU en Nueva York una conferencia internacional titulada 'Hacia la independencia y las libertades fundamentales: el papel del Comité C24 para poner fin al colonialismo'. El evento contó con la participación de representantes de ocho territorios que fueron colonias de Francia y los Países Bajos. 
El 21 de enero de 2025 se celebró en la isla de Reunión, aún bajo dominio colonial francés, una conferencia internacional titulada 'La independencia de Reunión: una mirada al legado colonial de Francia y el camino hacia la soberanía'. Al evento asistieron representantes del pueblo de Reunión que luchan por la independencia, así como líderes de organizaciones anticoloniales, defensores de los derechos humanos, dirigentes de organizaciones no gubernamentales, expertos en descolonización e investigadores. 
En el marco de la conferencia, se firmó un Memorando de Entendimiento entre el Grupo de Iniciativa de Bakú y la Organización de Independencia 'Ka Ubuntu'. Este acuerdo abarca no solo la cooperación política, sino también la colaboración en los ámbitos de la educación y la salud entre el GIB y el Movimiento de Independencia 'Ka Ubuntu'.
"El Grupo de Iniciativa de Bakú respalda el proceso de descolonización de diversos territorios y colabora con sus representantes. Además, antiguas colonias francesas como las Islas Comoras y Haití participan en los eventos organizados por el grupo.
- Nueva Caledonia:Se organizan reuniones periódicas entre la delegación de Nueva Caledonia y el grupo.[2][3] La GIB, junto con 14 movimientos políticos que luchan por la independencia en 2024, emitió una declaración apoyando a Nueva Caledonia y condenando a Francia..[4] Rok Khaokas, coordinador de asuntos externos del Sindicato de Trabajadores Kanak, elogió altamente las actividades del grupo.[5]
- Polinesia Francesa: El 30 de abril de 2024 se firmó un memorando de cooperación entre el partido Tavini de la Polinesia Francesa y el grupo.[6]
- Guayana Francesa
- Guadalupe: Jean-Jacob Bissep, Secretario General de la Unión Popular para la Liberación de Guadalupe, agradeció al grupo por su trabajo.[7]
- San Martín: Rhoda Arrindell, activista de derechos humanos de San Martín, dijo que creía en el apoyo del grupo a la liberación del colonialismo francés.[8]
- Bonaire: Davika Bissessar, presidenta de la Organización de Derechos Humanos de Bonaire, agradeció al grupo por su apoyo a la descolonización.[9]
- Martinica
- Córcega: GIB anunció su apoyo al movimiento independentista "Nazione" de Córcega.[10]
- Comoras: Aunque es independiente, afirma que la isla de Mayotte está bajo ocupación francesa y exige su devolución, por lo que opera en el Grupo de Iniciativa de Bakú.[11]
- Wallis y Futuna

## Frente Internacional de Descolonización
En julio de 2024, con el apoyo del Grupo de Iniciativa de Bakú, se creó en Bakú el Frente Internacional de Descolonización, formado por representantes de las últimas colonias de Francia. El Frente Internacional de Descolonización adoptó el "Puño de Hierro" del presidente Ilham Aliyev como su símbolo oficial en un congreso celebrado en Kanaki el 23 y 24 de enero. 